# Інгрія
Інгрія, Інґрія (італ. Ingria, п'єм. L'Ingri) — муніципалітет в Італії, у регіоні П'ємонт,  метрополійне місто Турин.
Інгрія розташована на відстані близько 560 км на північний захід від Рима, 50 км на північ від Турина.
Населення — 50 осіб (2014).
Щорічний фестиваль відбувається 25 липня. Покровитель — San Giacomo.

## Демографія
Населення за роками:

Станом на 1 січня 2023 року в муніципалітеті офіційно проживали 2 іноземці з 2 країн, серед них 1 громадянин країн Євросоюзу.

## Сусідні муніципалітети
- Фрассінетто
- Понт-Канавезе
- Ронко-Канавезе
- Спароне
- Траверселла